# 1990 في بنغلاديش
فيما يلي قوائم الأحداث التي وقعت خلال عام 1990 في بنغلاديش.

## سياسة

### انتهاء فترة المنصب
- 6 ديسمبر – حسين محمد إرشاد رئيس دولة بنغلاديش.

## مواليد

### سبتمبر
- 14 سبتمبر – توحيد العلم سابوز لاعب كرة قدم بنغلاديشي.

## وفيات

### يناير
- 1 يناير – أرونداتي ديفي (مواليد 1925) مخرجة أفلام هندية.